# Phenacostethus trewavasae
Phenacostethus trewavasae is een straalvinnige vissensoort uit de familie van de dwergaarvissen (Phallostethidae). De wetenschappelijke naam van de soort is voor het eerst geldig gepubliceerd in 1986 door Parenti.